# Sovrn Holdings
Sovrn Holdings – фірма, що займається технологіями онлайн-реклами, розташована в Боулдері, штат Колорадо, з офісами в Сан-Франциско, Сан-Дієго, Нью-Йорку та Лондоні. Це традиційна біржа оголошень, але вона бере отримані дані та надає їх видавцям у формі інформаційної панелі, щоб надати їм інструменти для кращої монетизації та взаємодії з аудиторією.
У січні 2014 Джон Баттелл продав відділ прямих продажів Federated Media Publishing компанії LIN Media і перезапустив програмний рекламний бізнес компанії, раніше Lijit Networks, як Sovrn Holdings. Баттелл призначив Волтера Кнаппа, колишнього головного операційного директора Federated Media Publishing, генеральним директором Sovrn Holdings. За даними MediaPost, продаж Federated Media Publishing дозволив «технологічній компанії, що займається видавцями, повністю інвестувати у все програмне забезпечення, включаючи ставки в реальному часі (RTB), програмні прямі продажі та приватні ринки.
У листопаді 2014 Quantcast назвав Sovrn четвертою за величиною мережею видавців у світі, щомісячна глобальна аудиторія становить понад 423 мільйони людей із понад 700 мільйонами унікальних відвідувачів щомісяця. Quantcast також оцінив Svrn як третю за величиною мережу видавців у Сполучених Штатах, щомісяця охоплює понад 201 мільйон людей у США.
У вересні 2016 Sovrn придбав у нью-йоркської компанії Zemanta Inc. програму Zemanta's Editorial Assistant and Related Posts Wordpress, яка мала понад 260 000 установок Wordpress, за нерозголошену суму.
У липні 2021 Sovrn придбала компанію Proper Media із Сан-Дієго за нерозголошену суму.